# الجسر (المالكية)
الجسر قرية سورية تتبع ناحية مركز المالكية في منطقة المالكية التابعة لمحافظة الحسكة في أقصى شمال شرق سورية. بلغ عدد سكانها 129 نسمة عام 2004.
تقع على بعد حوالي 5 كم جنوب غرب نهر دجلة وتبعد تقريبا نفس المسافة عن الحدود مع تركيا. تقع على بعد 7 كم تقريبا إلى الشمال الشرقي من مدينة المالكية.